# Sexto Tarquinio

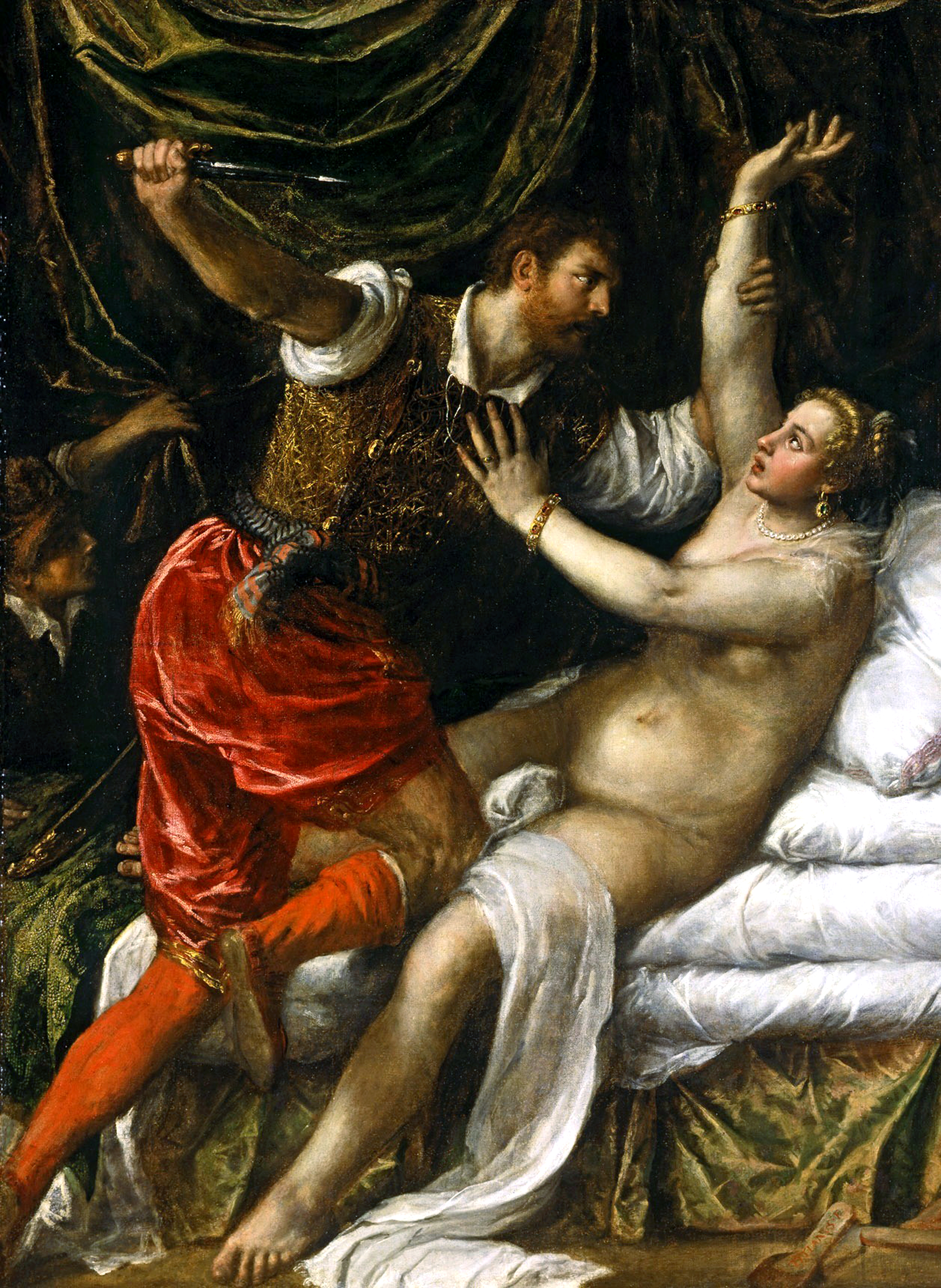
Sexto Tarquinio y Lucrecia en un cuadro pintado por Tiziano en 1571.

Sexto Tarquinio fue un personaje perteneciente a la Antigua Roma de la época de la monarquía (siglo VI a. C.).

## Vida
Era hijo del último rey romano, Lucio Tarquinio el Soberbio, y nieto de Lucio Tarquinio Prisco, quinto rey de Roma. Violó a Lucrecia, esposa de su primo Lucio Tarquinio Colatino, sobrino del rey Lucio Tarquinio el Soberbio; este hecho provocó el suicidio de Lucrecia. La conducta depravada de Sexto Tarquinio fue la culminación del descontento del pueblo romano y desencadenó una serie de revueltas que concluyeron con el fin de la monarquía en Roma y el establecimiento de la República. Sexto huyó a Gabii, donde quiso proclamarse rey, pero fue asesinado. 

## Representaciones artísticas
La violación y suicidio de Lucrecia han sido objeto de numerosas representaciones en las artes plásticas, incluyendo entre ellas obras de Tiziano, Rembrandt, Durero, Rafael o Botticelli.